# Rennell
Rennell is een eiland in de Salomonseilanden. Het is 683 km² groot en het hoogste punt is 154 m. Het is het grootste opgeheven atol ter wereld. 

## Biodiversiteit
Het Tenganomeer is, met haar brakke water, een broedplaats voor endemische diersoorten zoals de slang Laticauda crockeri uit het geslacht platstaarten. 
In totaal komen er 128 vogelsoorten voor waaronder meer dan tien soorten van de Rode Lijst van de IUCN en zeven endemische soorten waaronder de rennellklauwiermonarch (Clytorhynchus hamlini).

De volgende zoogdieren komen er voor: Wild zwijn (Sus scrofa) (geïntroduceerd),  Polynesische rat (Rattus exulans) (geïntroduceerd) en de volgende soorten vleemuizen/honden: Dobsonia inermis, Pteropus rennelli, tongavleerhond (Pteropus tonganus), Emballonura dianae, Aselliscus tricuspidatus, Hipposideros calcaratus, Hipposideros cervinus, Hipposideros diadema, Miniopterus australis, Miniopterus propitristis en Miniopterus schreibersii.
Onder meer door deze biodiversiteit, is het oostelijk gedeelte van het eiland in 1998 uitgeroepen tot werelderfgoed door de UNESCO.